# Голод. Часть 1
«Голод» (стилизованное «Голод. Часть 1») — третий студийный альбом русскоязычного рэп-исполнителя Schokk’a вышедший в 2016 году. Первый релиз в одноимённой трилогии.

## История создания и релиз
После выхода второго студийного альбома «XYND» Schokk начал работать над следующим. 25 ноября 2016 года состоялся выход первого сингла с релиза, совместно с видеоклипом. За неделю до официального релиза в Сети стали появляться сливы треков с альбома. Поэтому артист выложил альбом раньше, чем планировалось. Schokk в своитх соцсетях отметил: «Дистрибьютор распихивает альбом везде. В том числе, к сожалению, и на таких говносайтах как Одноклассники. Я ебал в гланды тех тупых уёбков, которые не в состоянии решить элементарные задачи. Я не стану никого ждать. Я ебал в рот людей, своей тупостью мешающих другим делать своё дело! ебал в рот все эти местные прогнившие структуры недомузыкального недошоубизнеса. И поэтому я собственноручно сливаю альбом бесплатно».
12 февраля 2017 годавышла делюкс-версия альбома, включая бонусный трек «Хайп». Концертная презентация релиза состоялась 24 февраля в Москве.

## Список композиций
| №                   | Название                          | Длительность |
| ------------------- | --------------------------------- | ------------ |
| 1.                  | «Кандагач (Skit)»                 | 1:51         |
| 2.                  | «Перекрёстки» (feat. BES)         | 3:20         |
| 3.                  | «Шпана»                           | 2:24         |
| 4.                  | «Бамберг»                         | 2:30         |
| 5.                  | «НТМ»                             | 3:39         |
| 6.                  | «Берлин» (feat. Leon Libre)       | 5:13         |
| 7.                  | «Мизантроп»                       | 3:19         |
| 8.                  | «В те года» (feat. BES)           | 3:31         |
| 9.                  | «Раунд»                           | 2:13         |
| 10.                 | «Свитер рубчинского»              | 2:03         |
| 11.                 | «Твоя жизнь»                      | 2:14         |
| 12.                 | «Amen»                            | 2:03         |
| 13.                 | «Понедельник»                     | 2:45         |
| 14.                 | «Собака на сцене» (feat. Say Mur) | 4:01         |
| Общая длительность: | Общая длительность:               | 45:30        |